# Zeitschrift für Versicherungswesen

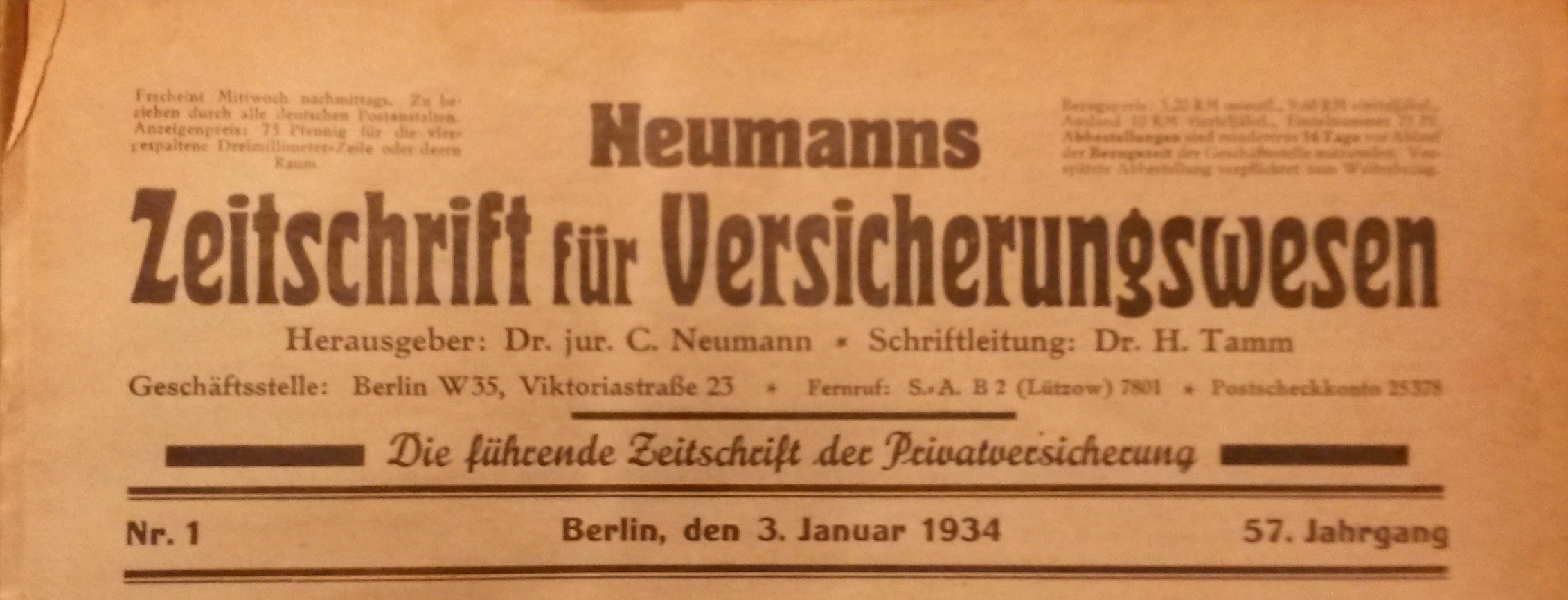
Kopf von Neumanns Zeitschrift für Versicherungswesen vom 3. Januar 1931

Die Zeitschrift für Versicherungswesen war eine deutsche Fachzeitschrift für das Versicherungswesen.
Sie wurde 1877 in Berlin durch Joseph Neumann begründet und später durch seinen Sohn Carl Neumann fortgeführt. Ab dem 50. Jahrgang 1927 führte sie den Namen Neumanns Zeitschrift für Versicherungswesen.
Die 1943 mit anderen Zeitschriften (Deutsche Versicherungs-Presse, Deutsche Versicherungs-Zeitung, Deutscher-Versicherungs-Dienst) zur Gemeinschaftsausgabe Deutsche Versicherung zusammengefasste Zeitschrift erschien bis 1944.